# C1orf226
C1orf226 (англ. Chromosome 1 open reading frame 226) – білок, який кодується однойменним геном, розташованим у людей на 1-й хромосомі. Довжина поліпептидного ланцюга білка становить 272 амінокислот, а молекулярна маса — 29 057.
| 10         |  | 20         |  | 30         |  | 40         |  | 50         |
| ---------- |  | ---------- |  | ---------- |  | ---------- |  | ---------- |
| MFENLNTALT |  | PKLQASRSFP |  | HLSKPVAPGS |  | APLGSGEPGG |  | PGLWVGSSQH |
| LKNLGKAMGA |  | KVNDFLRRKE |  | PSSLGSVGVT |  | EINKTAGAQL |  | ASGTDAAPEA |
| WLEDERSVLQ |  | ETFPRLDPPP |  | PITRKRTPRA |  | LKTTQDMLIS |  | SQPVLSSLEY |
| GTEPSPGQAQ |  | DSAPTAQPDV |  | PADASQPEAT |  | MEREERGKVL |  | PNGEVSLSVP |
| DLIHKDSQDE |  | SKLKMTECRR |  | ASSPSLIERN |  | GFKLSLSPIS |  | LAESWEDGSP |
| PPQARTSSLD |  | NEGPHPDLLS |  | FE         |  |            |  |            |

A: Аланін

C: Цистеїн

D: Аспарагінова кислота

E: Глутамінова кислота

F: Фенілаланін

G: Гліцин

H: Гістидин

I: Ізолейцин

K: Лізин

L: Лейцин

M: Метіонін

N: Аспарагін

P: Пролін

Q: Глутамін

R: Аргінін

S: Серин

T: Треонін

V: Валін

W: Триптофан

Кодований геном білок за функцією належить до фосфопротеїнів. 
Задіяний у такому біологічному процесі, як альтернативний сплайсинг. 